# Uruguay ai Giochi della XXI Olimpiade
L'Uruguay partecipò ai Giochi della XXI Olimpiade che si sono svolti a Montréal dal 17 luglio al 1º agosto 1976, con una delegazione di nove atleti impegnati in cinque discipline, per un totale di nove competizioni. Fu la dodicesima partecipazione di questo paese ai Giochi estivi, dopo essere stato sempre presente da Parigi 1924 in poi. Non fu conquistata nessuna medaglia.